# コトヒラシロテングタケ
コトヒラシロテングタケ（琴平白天狗茸 Amanita kotohiraensis）は、テングタケ科テングタケ属に属するキノコの一種である。

## 形態

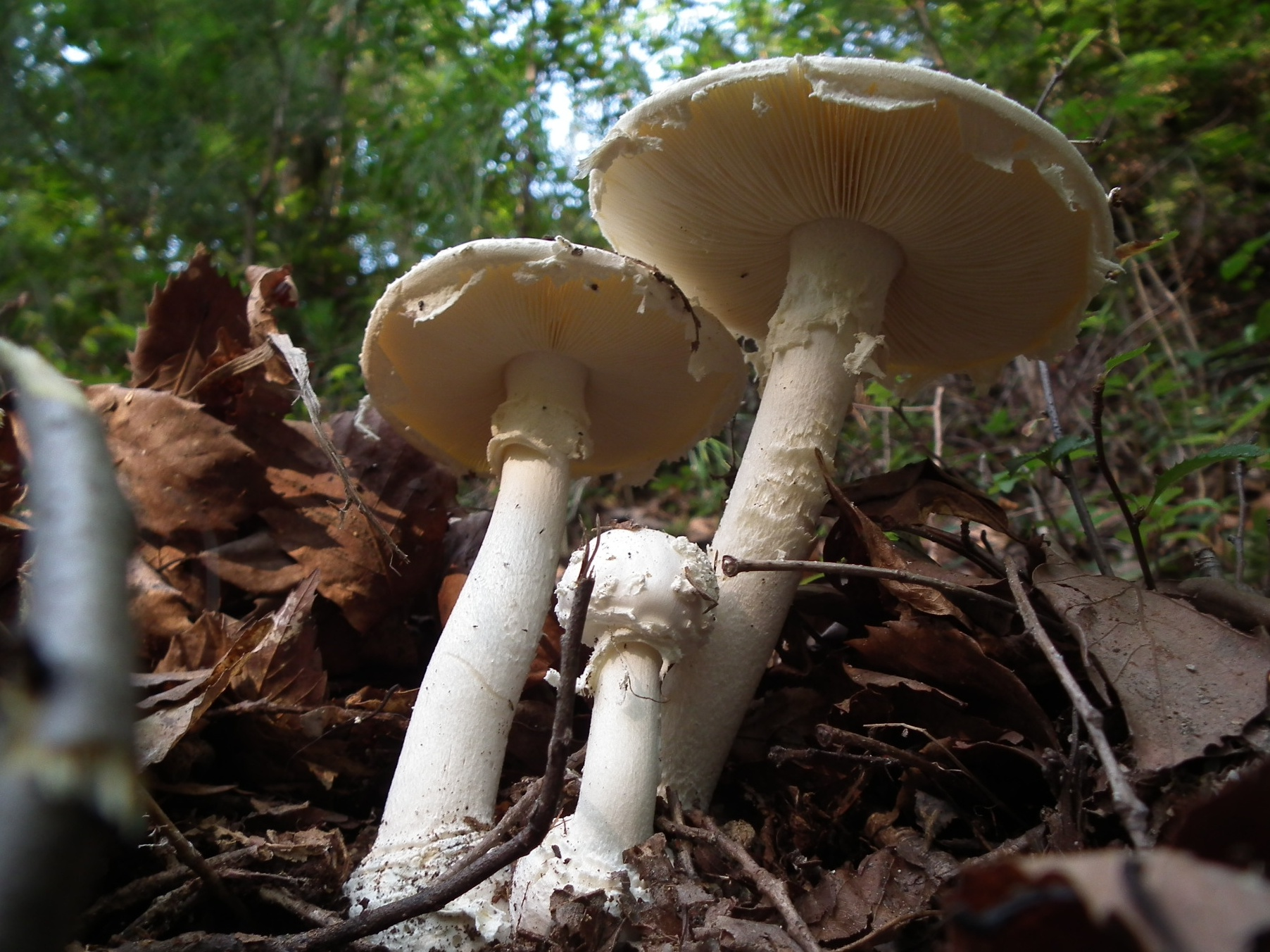
かさの裏面

かさは半球形からほぼ平らに開き、径6-10cm程度、湿った時にはやや粘性を帯びるが乾きやすく、乾くと絹糸のような光沢をあらわし、ほぼ白色の地に同色の外被膜の破片（平たいかさぶた状で比較的薄く、不規則な多角形をなす）が散在し、周縁部には条溝を生じない。肉は薄くて白色を呈し、傷つけても変色することはなく、ほとんど無味であるが、カルキに似た不快な刺激臭がある。水酸化カリウムを滴下しても、呈色反応は示さない。
ひだはやや密で柄に離生し、比較的幅狭くてクリーム色を呈し、縁はいくぶん粉状をなす。柄は長さ10－14cm、径1-1.8cm、なかほどより上に比較的脱落しやすく白いつば（薄くてもろく、綿くず状膜質で、上面には放射状に配列した微細な条溝をあらわす）を備え、つばより下の表面は消え去りやすい綿くず状の付着物をこうむり、基部は急に膨らんでやや球状となり、膨大部の縁には白色の粒状物（外被膜の破片）を着けることがあり、中空である。
胞子紋は純白色を呈する。胞子は広楕円形～やや長い楕円形で無色・薄壁、内部に1個の油滴を含み、ヨウ素溶液で淡青灰色に染まる（アミロイド性）。ひだの縁およびつばの上面には、嚢状～円筒状でしばしば短く細い脚部を備えた無性細胞が存在する。担子器の基部や菌糸の隔壁部には、通常はかすがい連結を有する。また、外被膜の組織には、通常の菌糸のほかにソーセージ状～球嚢状に膨れた細胞が多数混在している。

## 生態
夏～秋、おもにブナ科の広葉樹（コナラ・スダジイ・ツブラジイ・マテバシイ・アラカシ・シラカシ・アカガシ・クリなど）の林、もしくはそれらに針葉樹が混じった林の地上に、孤生ないし散生する。おそらく、樹木の細根から栄養を得る外生菌根菌のひとつであろうと推定されている。

## 分布
いまのところ日本および中国（江蘇省・安徽省・湖南省）からしか記録がないが、ブナ科の樹種が分布している地方であれば、上記以外の国からも将来は見出される可能性がある。日本国内における分布域については、少なくとも本州では各地に普通に産するもののようである。なお、本種のタイプ標本は香川県琴平町の琴平山で採集されたもので、和名および種小名も基準産地の名にちなんで与えられている。

## 類似種
タマシロオニタケ（Amanita shpaerobulbosa Hongo）はひだが白色を呈し、つばが比較的長く残ること・かさの表面に散在する外被膜片が扁平なかさぶた状をなさず、尖った円錐状を呈すること・肉にはほとんど臭気を持たないことなどで区別されている。また、北米東部のみから記録されているアマニタ・ミクロレピス（和名なし：Amanita microlepis Bas）は、コトヒラシロテングタケよりも胞子が大形で、かさがクリーム色～帯褐淡黄色を呈すること・ひだもより濃色（くすんだクリーム色～ベージュ色）であることや、つばが崩れにくく比較的長く残ることなどの点で異なる。

## 毒性
2000年に新種記載された比較的新しい種で食毒不明扱いであったが、中国で本種による中毒事故が報告されており有毒であることが判明している。腎臓の機能を低下させるといい、毒性は比較的強い方であると見られている。
日本では本種が原因であると確定された中毒例はまだ知られていない。

## 保全状況
成熟したシイ林に発生し、照葉樹林の指標になる種だとして京都府レッドデータブックの2015年版にて準絶滅危惧種として掲載された。